# The Open Championship
The Open Championship ("Giải Vô địch Mở"), tên khác là The Open và British Open, là giải đấu lâu đời nhất trong số bốn giải major trong giới golf chuyên nghiệp. Giải được tổ chức tại Anh Quốc bởi The R&A và là giải major duy nhất nằm ngoài lãnh thổ Hoa Kỳ. The Open hiện là giải major thứ ba trong năm, sau giải U.S. Open và trước PGA Championship và diễn ra vào trung tuần tháng 7.
Đương kim vô địch của giải Open lần thứ 150 năm 2022 là Cameron Smith

## Lịch sử
The Open đầu tiên diễn ra vào ngày 17 tháng 10 năm 1860 tại Prestwick Golf Club, Scotland. Giải đấu năm đó thu hút tám tay golf chuyên nghiệp. Giải diễn ra trong 3 vòng quanh sân golf 12 lỗ của Prestwick trong một ngày duy nhất. Willie Park Sr. vô địch với 174 gậy, hơn Old Tom Morris hai gậy. Mùa giải 1861 thu hút thêm các tay golf nghiệp dư; tổng cộng có 8 tay golf nghiệp dư và 10 tay golf chuyên nghiệp.

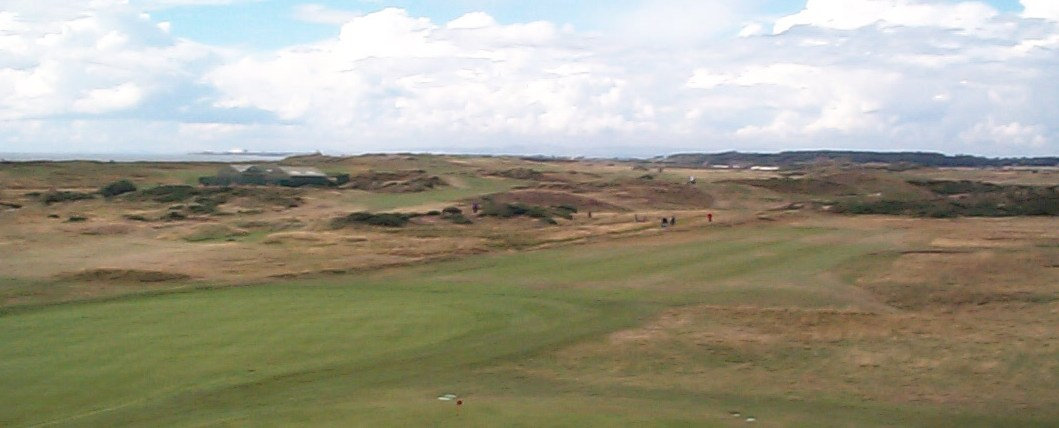
Prestwick Golf Club, nơi tổ chức Open Championship 1860

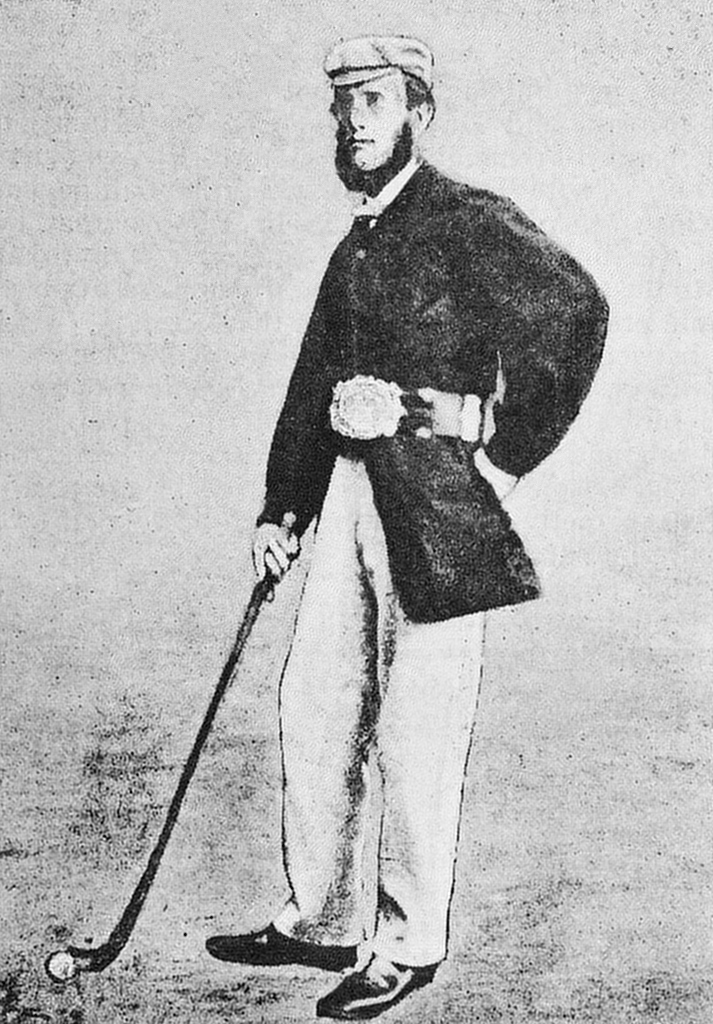
Willie Park Sr. đeo Challenge Belt, giải thưởng dành cho nhà vô địch The Open từ 1860 tới 1870

James Ogilvie Fairlie là nhà tổ chức của Open Championship đầu tiên tại Prestwick năm 1860. Sau sự ra đi đột ngột của Allan Robertson ở tuổi 43 vào năm 1859, các thành viên của Prestwick quyết định tiến hành một cuộc thi vào năm sau nhằm tìm ra tay golf xuất sắc nhất đất nước. Fairlie gửi đi nhiều bức thư tới Blackheath, Perth, Edinburgh, Musselburgh và St Andrews để mời một "caddie đáng kính" tới đại diện cho mỗi câu lạc bộ trong giải đấu diễn ra vào ngày 17 tháng 10 năm 1860.
Ban đầu, giải thưởng dành cho nhà vô địch của giải là Challenge Belt, một chiếc thắt lưng làm bằng da thuộc với khóa bằng bạc. Challenge Belt được sử dụng lần cuối năm 1870 khi Young Tom Morris được quyền giữ chiếc thắt lưng mãi mãi nhờ thành tích vô địch ba lần liền. Vì lý do không có giải thưởng nên giải bị hủy vào năm 1871. Một năm sau, sau khi Young Tom Morris giành chiến thắng thứ tư liên tiếp, ông được trao một chiếc huy chương. Chiếc cúp vô địch ngày nay, The Golf Champion Trophy, với tên thân mật là Claret Jug, được chế tác ngay sau đó.
Prestwick là nơi tổ chức The Open từ năm 1860 tới 1870. Vào năm 1871, câu lạc bộ này đồng ý tổ chức chung với The Royal and Ancient Golf Club of St Andrews và The Honourable Company of Edinburgh Golfers. Vào năm 1892 giải tăng từ 36 lỗ lên 72 lỗ, tức bốn vòng 18 lỗ. Open 1894 là giải đầu tiên diễn ra ở ngoài lãnh thổ Scotland, cụ thể là tại Royal St George's Golf Club của Anh. Do số lượng thí sinh tăng, ban tổ chức áp dụng thể thức cắt giảm số tay golf sau hai vòng thi đấu kể từ năm 1898. Vào năm 1920 quyền tổ chức The Open Championship chính thức thuộc về The Royal & Ancient Golf Club.
Những nhà vô địch đầu tiên đều là các vận động viên chuyên nghiệp của Scotland, những người mà khi đó còn làm cả những việc như chăm sóc cỏ, làm gậy golf hay làm caddie để trang trải thêm cho quỹ tiền thưởng khiêm tốn mà họ nhận được từ các giải đấu hay các trận đấu. The Open bị thống trị bởi các vận động viên chuyên nghiệp; chỉ có sáu tay golf nghiệp dư từng lên ngôi trong quãng thời gian từ 1890 tới 1930. Người cuối cùng trong số đó là Bobby Jones với chức vô địch Open thứ ba; chức vô địch này cũng góp phần vào chiến tích Grand Slam của ông năm 1930. Jones là một trong sáu golfer của Mỹ từng vô địch The Open trong giai đoạn giữa Thế chiến 1 và 2, trong đó người đầu tiên là Walter Hagen vào năm 1922. Những người Mỹ này và Arnaud Massy, tay golf Pháp vô địch Open 1907, trước năm 1939 là những nhà vô địch duy nhất của giải tới từ ngoài Scotland và Anh.
Nhà vô địch đầu tiên hậu Thế chiến thứ hai là Sam Snead người Mỹ năm 1946. Vào năm 1947, Fred Daly của Bắc Ireland là người chiến thắng. Daly là nhà vô địch duy nhất tới từ Ireland trước khi Pádraig Harrington lên ngôi năm 2007. Trong những năm hậu chiến đầu tiên The Open là sân chơi thống trị bởi các golfer của Khối Thịnh vượng chung, trong đó Bobby Locke của Nam Phi và Peter Thomson của Úc nâng cúp Claret Jug tám lần trong quãng thời gian từ 1948 tới 1958. Do thời gian này The Open trùng thời điểm PGA Championship diễn ra, điều đồng nghĩa với việc Ben Hogan, tay golf Mỹ hay nhất thời điểm đó, chỉ dự The Open đúng một lần vào năm 1953 tại Carnoustie và giành luôn chức vô địch năm đó.
Gary Player, một người Nam Phi khác, vô địch năm 1959. Đây là khởi đầu cho kỷ nguyên "Big Three" trong làng golf chuyên nghiệp, với ba tay golf xuất chúng gồm Player, Arnold Palmer, và Jack Nicklaus. Palmer lần đầu tham gia vào năm 1960, giành vị trí thứ hai chung cuộc sau Kel Nagle, một người Úc ít tên tuổi. Tuy vậy Palmer giành chức vô địch hai năm sau đó. Dù chắc chắn không phải người Mỹ đầu tiên trở thành nhà vô địch Open Championship, ông chính là tay golf Mỹ đầu tiên giành chức vô địch trên sóng truyền hình. Thành công của ông góp phần thay đổi suy nghĩ của các tay golf hàng đầu nước Mỹ. Từ đây The Open trở thành một giải đấu quan trọng trong lịch thi đấu chứ không chỉ là sự lựa chọn thứ yếu nữa. Sự thay đổi về chất lượng của các chuyến bay xuyên Đại Tây Dương cũng tăng số lượng golf thủ Mỹ tham dự.
Chiến thắng đến với Jack Nicklaus vào các năm 1966, 1970 và 1978. Nicklaus là một tên tuổi thực sự tại The Open trong thập niên 1960 và 1970. Ông về nhì bảy lần, có 16 lần nằm trong top 5, đồng kỷ lục về số lần top 5 tại The Open với John Henry Taylor. Nicklaus cũng giữ kỷ lục về số vòng dưới par (61 vòng) và tổng số gậy dưới par (14 giải). Tại Turnberry năm 1977 ông tham dự vào một trong những cuộc đấu nổi tiếng nhất lịch sử môn golf với Tom Watson. Watson là người giành chức vô địch năm đó với số gậy 268 (12 dưới par).
Watson giành năm chức vô địch Open, nhiều nhất kể từ thập niên 1950. Tuy nhiên chiến thắng năm 1983 của ông khép lại thời kỳ người Mỹ chiếm ưu thế. Trong 11 năm về sau chỉ có một người Mỹ vô địch. Các tay golf châu Âu vô địch thời kỳ này như Seve Ballesteros của Tây Ban Nha, Sandy Lyle, người Scotlanf đầu tiên vô địch sau hơn nửa thế kỷ, hay Nick Faldo của Anh, là những người tiên phong trong việc lật đổ ưu thế của người Mỹ tại Ryder Cup giai đoạn này.
Vào năm 1995, chiến thắng playoff của John Daly trước Costantino Rocca của Ý bắt đầu thời kỳ thống trị mới của người Mỹ. Tiger Woods giành ba chức vô địch Championship, hai tại St Andrews vào năm 2000 và 2005, cùng một lần tại Hoylake năm 2006. Các tay golf ít tên tuổi cũng có những lần làm nên kỳ tích, đơn cử như Paul Lawrie chiến thắng trong loạt playoff trước Jean van de Velde năm 1999, Ben Curtis năm 2003 và Todd Hamilton năm 2004.
Vào năm 2007, những người châu Âu cuối cùng cũng được hưởng hương vị chiến thắng tại các giải major khi Pádraig Harrington của Ireland thắng Sergio García một gậy trong loạt playoff bốn lỗ tại Carnoustie. Harrington bảo vệ thành công chức vô địch vào năm 2008. Một năm sau, Tom Watson, người khi đó 59 tuổi, có một trong những màn trình diễn ngoạn mục nhất tại The Open. Ông dẫn đầu cuộc chơi trong suốt 71 hố và chỉ cần một cú par ở hố cuối để trở thành nhà vô địch lớn tuổi nhất tại một giải major. Tuy nhiên Watson bogey, phải bước vào playoff, và thua chung cuộc trước Stewart Cink.
Vào năm 2013, Phil Mickelson vô địch Open Championship lần đầu tại Muirfield. Chiến thắng này giúp Mickelson có 3 trong tổng số 4 major để giành Grand Slam sự nghiệp. Vào năm 2015, Zach Johnson dập tắt hy vọng của Jordan Spieth trong việc giành Grand Slam nhờ chiến thắng playoff trước Louis Oosthuizen và Marc Leishman tại Old Course at St Andrews.

## Thể thức
The Open là một giải golf stroke play 72 lỗ diễn ra trong bốn ngày, từ Thứ Năm tới Chủ Nhật. Kể từ năm 1979 giải diễn ra vào tuần lễ có ngày Thứ Sáu thứ 3 trong tháng 7. Hiện nay giải có 156 tay golf tham gia, chủ yếu là những tay golf chuyên nghiệp hàng đầu thế giới cùng với những nhà vô địch của các giải nghiệp dư. Các suất còn lại được trao cho các tay golf, cả nghiệp dư lẫn chuyên nghiệp, có thành tích tốt tại vòng loại. Sau 36 hố, ban tổ chức sẽ loại bớt tay golf sao cho chỉ còn 70 người dẫn đầu (tính cả những người bằng thành tích với những người xếp chót trong nhóm đi tiếp) thi đấu 36 hố còn lại vào cuối tuần. Nếu sau 72 lỗ mà không phân định được nhà vô địch, các tay golf bước vào loạt playoff bốn lỗ tính tổng thành tích; nếu vẫn hòa, các tay golf bước vào loạt loại trực tiếp cho tới khi có người thắng cuộc.

## Cúp và huy chương

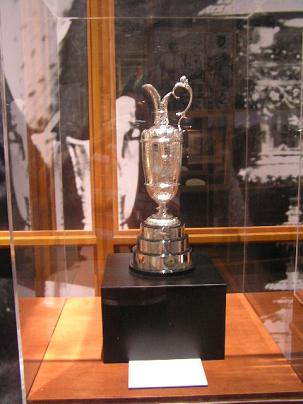
Claret Jug

Trong lịch sử The Open, đã có nhiều giải thưởng được trao.
- Challenge Belt – trao cho nhà vô địch từ 1860 tới 1870. Năm 1870 Young Tom Morris được trao chiếc thắt lưng vĩnh viễn nhờ vô địch ba năm liên tiếp.
- Golf Champion Trophy (hayteen khác là Claret Jug) – thay thế Challenge Belt và được trao cho nhà vô địch từ năm 1873 mặc dù Young Tom Morris, nhà vô địch năm 1872, là người đầu tên được khắc tên lên cúp. (The Open không diễn ra năm 1871.)
- Huy chương vàng – trao cho người vô địch. Lần đầu được trao năm 1872 khi Claret Jug được ra đời.
- Huy chương bạc – trao kể từ năm 1949 cho tay golf nghiệp dư dẫn đầu sau khi kết thúc vòng cuối.
- Huy chương đồng – trao từ năm 1972 cho tất cả các tay golf nghiệp dư tham dự vòng cuối.

## Sân golf
The Open từng được tổ chức tại Scotland, tây bắc Anh, và đông nam Anh, cùng một sân ở Bắc Ireland.
Từ năm 1860 tới 1870 The Open được tổ chức và diễn ra tại Prestwick Golf Club, Scotland. Từ 1872 tới 1891 giải luân phiên được tổ chức trên các sân: Prestwick, Old Course, và Musselburgh Links. Năm 1892 sân Muirfield mới xây dựng thay thế Musselburgh trong chuỗi luân phiên. Năm 1893 hai sân Royal St George's và Royal Liverpool của Anh được mời làm sân tổ chức, trong đó Royal St George's được trao quyền tổ chức năm 1894 còn Royal Liverpool là năm 1897. Tại một cuộc họp năm 1907, Royal Cinque Ports Golf Club trở thành sân thứ sáu, và được quyền tổ chức năm 1909. Với ba sân ở Anh và ba sân ở Scotland, cuộc họp cũng nhất trí rằng Open Championship sẽ thay phiên nhau diễn ra ở Anh và Scotland. Sự thay phiên tổ chức giữa Anh và Scotland tiếp diễn cho tới khi Thế chiến thứ hai nổ ra.
Việc luân phiên tổ chức giữa sáu sân được phục hồi sau Thế chiến thứ nhất khi Royal Cinque Ports là chủ nhà của Open 1920. Đây cũng chính là nơi dự kiến tổ chức Open 1915, sự kiện bị hủy do chiến tranh. Vào năm 1923 sân Troon được sử dụng thay cho Muirfield vì có "một số lo ngại khi Honourable Company of Edinburgh Golfers tỏ ra quá khao khát trong việc đăng cai giải". Muirfield được sử dụng trở lại năm 1929. Việc quá nhiều người tới xem tại Prestwick vào năm 1925 khiến nơi đây không bao giờ tổ chức Open nữa mà được thay thế bởi sân Carnoustie. Trong khi Royal St George's và Royal Liverpool tiếp tục được sử dụng thì sân thứ ba của Anh có nhiều thay đổi. Sau sân Royal Cinque Ports năm 1920, Royal Lytham tổ chức năm 1926 và tới sân Prince's năm 1932. Royal Cinque Ports được dự tính tổ chức vào năm 1938 nhưng vào tháng hai năm đó, những đợt thủy triều bất thường gây ngập lụt nghiêm trọng khiến địa điểm tổ chức bị dời sang Royal St George's. Birkdale được chọn tổ chức năm 1940, tuy nhiên giải bị hủy vì chiến tranh.
Trong hệ thống luân phiên hiện nay có 10 sân, 5 của Scotland, 4 của Anh và 1 của Bắc Ireland. Gần đây Old Course tổ chức Open 5 năm một lần. Các sân còn lại tổ chức Open trên dưới 10 năm một lần. Vào năm 2014, The R&A thông báo rằng Royal Portrush sẽ trở lại và vào tháng 10 năm 2015, Portrush trở thành nơi tổ chức The Open 2019.

## Kỷ lục
- Nhà vô địch lớn tuổi nhất: Old Tom Morris (46 năm, 102 ngày), 1867.
- Nhà vô địch trẻ nhất: Young Tom Morris (17 năm, 156 ngày), 1868.[13]
- Nhiều lần vô địch nhất: 6, Harry Vardon (1896, 1898, 1899, 1903, 1911, 1914).
- Nhiều lần vô địch liên tiếp nhất: 4, Young Tom Morris (1868, 1869, 1870, 1872 – không tổ chức năm 1871).
- Số điểm thấp nhất sau 36 lỗ: 130, Nick Faldo (66-64), 1992; Brandt Snedeker (66-64), 2012
- Số điểm thấp nhất sau 54 lỗ: 198, Tom Lehman (67-67-64), 1996
- Số điểm chung cuộc thấp nhất (72 lỗ): 264, Henrik Stenson (68-65-68-63, 264), 2016.
- Số điểm chung cuộc thấp nhất (72 lỗ) so với par: −20, Henrik Stenson (68-65-68-63, 264), 2016.
- Chiến thắng cách biệt nhất: 13 gậy, Old Tom Morris, 1862. Đây là kỷ lục của tất cả các giải major tính tới năm 2000, khi Woods vô địch U.S. Open với cách biệt 15 gậy tại Pebble Beach. Tuy nhiên cách biệt 13 gậy của Old Tom đạt được chỉ sau 36 lỗ.
- Vòng có điểm số thấp nhất: 62, Branden Grace, Vòng 3, 2017; kỷ lục mọi giải major.
- Vòng có điểm số thấp nhất so với par: −9, Paul Broadhurst, Vòng 3, 1990; Rory McIlroy, vòng 1, 2010.
- Nhà vô địch wire-to-wire (sau 72 lỗ mà không hòa sau mỗi vòng): Ted Ray năm 1912, Bobby Jones năm 1927, Gene Sarazen năm 1932, Henry Cotton năm 1934, Tom Weiskopf năm 1973, Tiger Woods năm 2005, và Rory McIlroy năm 2014.[14]
- Á quân nhiều lần nhất: 7, Jack Nicklaus (1964, 1967, 1968, 1972, 1976, 1977, 1979)

## Nhà vô địch
| Năm                                                 | Ngày                                  | Vô địch                               | Quốc gia                              | Địa điểm                              | Kết quả                               | Cách biệt                             | Á quân                                                   | Tiền thưởng vô địch (£)               |
| --------------------------------------------------- | ------------------------------------- | ------------------------------------- | ------------------------------------- | ------------------------------------- | ------------------------------------- | ------------------------------------- | -------------------------------------------------------- | ------------------------------------- |
| 2022                                                |                                       | Cameron Smith                         | Úc                                    | St Andrews                            |                                       |                                       |                                                          |                                       |
| 2021                                                |                                       | Colin Morikawa                        | Hoa Kỳ                                | Royal St George's                     |                                       |                                       |                                                          |                                       |
| 2019                                                |                                       | Shane Lowry                           | Bắc Ireland                           | Royal Portrush                        |                                       | 6 gậy                                 |                                                          |                                       |
| 2018                                                | 19–22 tháng 7                         | Francesco Molinari                    | Ý                                     | Carnoustie                            | 276 (-8)                              | 2 gậy                                 | Justin Rose                                              | 1.420.000                             |
| 2017                                                | 20–23 tháng 7                         | Jordan Spieth                         | Hoa Kỳ                                | Royal Birkdale                        | 268 (−12)                             | 3 gậy                                 | Matt Kuchar                                              | 1.420.000                             |
| 2016                                                | 14–17 tháng 7                         | Henrik Stenson                        | Thụy Điển                             | Royal Troon                           | 264 (−20)                             | 3 gậy                                 | Phil Mickelson                                           | 1.175.000                             |
| 2015                                                | 16–20 tháng 7                         | Zach Johnson                          | Hoa Kỳ                                | St Andrews                            | 273 (−15)                             | Playoff                               | Marc Leishman Louis Oosthuizen                           | 1.150.000                             |
| 2014                                                | 17–20 tháng 7                         | Rory McIlroy                          | Bắc Ireland                           | Royal Liverpool                       | 271 (−17)                             | 2 gậy                                 | Rickie Fowler Sergio García                              | 975.000                               |
| 2013                                                | 18–21 tháng 7                         | Phil Mickelson                        | Hoa Kỳ                                | Muirfield                             | 281 (−3)                              | 3 gậy                                 | Henrik Stenson                                           | 945.000                               |
| 2012                                                | 19–22 tháng 7                         | Ernie Els (2)                         | Nam Phi                               | Royal Lytham & St Annes               | 273 (−7)                              | 1 gậy                                 | Adam Scott                                               | 900.000                               |
| 2011                                                | 14–17 tháng 7                         | Darren Clarke                         | Bắc Ireland                           | Royal St George's                     | 275 (−5)                              | 3 gậy                                 | Dustin Johnson Phil Mickelson                            | 900.000                               |
| 2010                                                | 15–18 tháng 7                         | Louis Oosthuizen                      | Nam Phi                               | St Andrews                            | 272 (−16)                             | 7 gậy                                 | Lee Westwood                                             | 850.000                               |
| 2009                                                | 16–19 tháng 7                         | Stewart Cink                          | Hoa Kỳ                                | Turnberry                             | 278 (−2)                              | Playoff                               | Tom Watson                                               | 750.000                               |
| 2008                                                | 17–20 tháng 7                         | Pádraig Harrington (2)                | Ireland                               | Royal Birkdale                        | 283 (+3)                              | 4 gậy                                 | Ian Poulter                                              | 750.000                               |
| 2007                                                | 19–22 tháng 7                         | Pádraig Harrington                    | Ireland                               | Carnoustie                            | 277 (−7)                              | Playoff                               | Sergio García                                            | 750.000                               |
| 2006                                                | 20–23 tháng 7                         | Tiger Woods (3)                       | Hoa Kỳ                                | Royal Liverpool                       | 270 (−18)                             | 2 gậy                                 | Chris DiMarco                                            | 720.000                               |
| 2005                                                | 14–17 tháng 7                         | Tiger Woods (2)                       | Hoa Kỳ                                | St Andrews                            | 274 (−14)                             | 5 gậy                                 | Colin Montgomerie                                        | 720.000                               |
| 2004                                                | 15–18 tháng 7                         | Todd Hamilton                         | Hoa Kỳ                                | Royal Troon                           | 274 (−10)                             | Playoff                               | Ernie Els                                                | 720.000                               |
| 2003                                                | 17–20 tháng 7                         | Ben Curtis                            | Hoa Kỳ                                | Royal St George's                     | 283 (−1)                              | 1 gậy                                 | Thomas Bjørn Vijay Singh                                 | 700.000                               |
| 2002                                                | 18–21 tháng 7                         | Ernie Els                             | Nam Phi                               | Muirfield                             | 278 (−6)                              | Playoff                               | Stuart Appleby Steve Elkington Thomas Levet              | 700.000                               |
| 2001                                                | 19–22 tháng 7                         | David Duval                           | Hoa Kỳ                                | Royal Lytham & St Annes               | 274 (−10)                             | 3 gậy                                 | Niclas Fasth                                             | 600.000                               |
| 2000                                                | 20–23 tháng 7                         | Tiger Woods                           | Hoa Kỳ                                | St Andrews                            | 269 (−19)                             | 8 gậy                                 | Thomas Bjørn Ernie Els                                   | 500.000                               |
| 1999                                                | 15–18 tháng 7                         | Paul Lawrie                           | Scotland                              | Carnoustie                            | 290 (+6)                              | Playoff                               | Justin Leonard Jean van de Velde                         | 350.000                               |
| 1998                                                | 16–19 tháng 7                         | Mark O'Meara                          | Hoa Kỳ                                | Royal Birkdale                        | 280 (E)                               | Playoff                               | Brian Watts                                              | 300.000                               |
| 1997                                                | 17–20 tháng 7                         | Justin Leonard                        | Hoa Kỳ                                | Royal Troon                           | 272 (−12)                             | 3 gậy                                 | Darren Clarke Jesper Parnevik                            | 250.000                               |
| 1996                                                | 18–21 tháng 7                         | Tom Lehman                            | Hoa Kỳ                                | Royal Lytham & St Annes               | 271 (−13)                             | 2 gậy                                 | Ernie Els Mark McCumber                                  | 200.000                               |
| 1995                                                | 20–23 tháng 7                         | John Daly                             | Hoa Kỳ                                | St Andrews                            | 282 (−6)                              | Playoff                               | Costantino Rocca                                         | 125.000                               |
| 1994                                                | 14–17 tháng 7                         | Nick Price                            | Zimbabwe                              | Turnberry                             | 268 (−12)                             | 1 gậy                                 | Jesper Parnevik                                          | 110.000                               |
| 1993                                                | 15–18 tháng 7                         | Greg Norman (2)                       | Úc                                    | Royal St George's                     | 267 (−13)                             | 2 gậy                                 | Nick Faldo                                               | 100.000                               |
| 1992                                                | 16–19 tháng 7                         | Nick Faldo (3)                        | Anh                                   | Muirfield                             | 272 (−12)                             | 1 gậy                                 | John Cook                                                | 95.000                                |
| 1991                                                | 18–21 tháng 7                         | Ian Baker-Finch                       | Úc                                    | Royal Birkdale                        | 272 (−8)                              | 2 gậy                                 | Mike Harwood                                             | 90.000                                |
| 1990                                                | 19–22 tháng 7                         | Nick Faldo (2)                        | Anh                                   | St Andrews                            | 270 (−18)                             | 5 gậy                                 | Mark McNulty Payne Stewart                               | 85.000                                |
| 1989                                                | 20–23 tháng 7                         | Mark Calcavecchia                     | Hoa Kỳ                                | Royal Troon                           | 275 (−13)                             | Playoff                               | Wayne Grady Greg Norman                                  | 80.000                                |
| 1988                                                | 14–18 tháng 7                         | Seve Ballesteros (3)                  | Tây Ban Nha                           | Royal Lytham & St Annes               | 273 (−11)                             | 2 gậy                                 | Nick Price                                               | 80.000                                |
| 1987                                                | 16–19 tháng 7                         | Nick Faldo                            | Anh                                   | Muirfield                             | 279 (−5)                              | 1 gậy                                 | Paul Azinger Rodger Davis                                | 75.000                                |
| 1986                                                | 17–20 tháng 7                         | Greg Norman                           | Úc                                    | Turnberry                             | 280 (E)                               | 5 gậy                                 | Gordon J. Brand                                          | 70.000                                |
| 1985                                                | 18–21 tháng 7                         | Sandy Lyle                            | Scotland                              | Royal St George's                     | 282 (+2)                              | 1 gậy                                 | Payne Stewart                                            | 65.000                                |
| 1984                                                | 19–22 tháng 7                         | Seve Ballesteros (2)                  | Tây Ban Nha                           | St Andrews                            | 276 (−12)                             | 2 gậy                                 | Bernhard Langer Tom Watson                               | 55.000                                |
| 1983                                                | 14–17 tháng 7                         | Tom Watson (5)                        | Hoa Kỳ                                | Royal Birkdale                        | 275 (−9)                              | 1 gậy                                 | Andy Bean Hale Irwin                                     | 40.000                                |
| 1982                                                | 15–18 tháng 7                         | Tom Watson (4)                        | Hoa Kỳ                                | Royal Troon                           | 284 (−4)                              | 1 gậy                                 | Peter Oosterhuis Nick Price                              | 32.000                                |
| 1981                                                | 16–19 tháng 7                         | Bill Rogers                           | Hoa Kỳ                                | Royal St George's                     | 276 (−4)                              | 4 gậy                                 | Bernhard Langer                                          | 25.000                                |
| 1980                                                | 17–20 tháng 7                         | Tom Watson (3)                        | Hoa Kỳ                                | Muirfield                             | 271 (−13)                             | 4 gậy                                 | Lee Trevino                                              | 25.000                                |
| 1979                                                | 18–21 tháng 7                         | Seve Ballesteros                      | Tây Ban Nha                           | Royal Lytham & St Annes               | 283 (−1)                              | 3 gậy                                 | Ben Crenshaw Jack Nicklaus                               | 15.000                                |
| 1978                                                | 12–15 tháng 7                         | Jack Nicklaus (3)                     | Hoa Kỳ                                | St Andrews                            | 281 (−7)                              | 2 gậy                                 | Ben Crenshaw Raymond Floyd Tom Kite Simon Owen           | 12.500                                |
| 1977                                                | 6–9 tháng 7                           | Tom Watson (2)                        | Hoa Kỳ                                | Turnberry                             | 268 (−12)                             | 1 gậy                                 | Jack Nicklaus                                            | 10.000                                |
| 1976                                                | 7–10 tháng 7                          | Johnny Miller                         | Hoa Kỳ                                | Royal Birkdale                        | 279 (−9)                              | 6 gậy                                 | Seve Ballesteros Jack Nicklaus                           | 7.500                                 |
| 1975                                                | 9–13 tháng 7                          | Tom Watson                            | Hoa Kỳ                                | Carnoustie                            | 279 (−9)                              | Playoff                               | Jack Newton                                              | 7.500                                 |
| 1974                                                | 10–13 tháng 7                         | Gary Player (3)                       | Nam Phi                               | Royal Lytham & St Annes               | 282 (−2)                              | 4 gậy                                 | Peter Oosterhuis                                         | 5.500                                 |
| 1973                                                | 11–14 tháng 7                         | Tom Weiskopf                          | Hoa Kỳ                                | Troon                                 | 276 (−12)                             | 3 gậy                                 | Neil Coles Johnny Miller                                 | 5.500                                 |
| 1972                                                | 12–15 tháng 7                         | Lee Trevino (2)                       | Hoa Kỳ                                | Muirfield                             | 278 (−6)                              | 1 gậy                                 | Jack Nicklaus                                            | 5.500                                 |
| 1971                                                | 7–10 tháng 7                          | Lee Trevino                           | Hoa Kỳ                                | Royal Birkdale                        | 278 (−14)                             | 1 gậy                                 | Lu Liang-Huan                                            | 5.500                                 |
| 1970                                                | 8–12 tháng 7                          | Jack Nicklaus (2)                     | Hoa Kỳ                                | St Andrews                            | 283 (−5)                              | Playoff                               | Doug Sanders                                             | 5.250                                 |
| 1969                                                | 9–12 tháng 7                          | Tony Jacklin                          | Anh                                   | Royal Lytham & St Annes               | 280 (−4)                              | 2 gậy                                 | Bob Charles                                              | 4.250                                 |
| 1968                                                | 10–13 tháng 7                         | Gary Player (2)                       | Nam Phi                               | Carnoustie                            | 289 (+1)                              | 2 gậy                                 | Bob Charles Jack Nicklaus                                | 3.000                                 |
| 1967                                                | 12–15 tháng 7                         | Roberto De Vicenzo                    | Argentina                             | Royal Liverpool                       | 278 (−10)                             | 2 gậy                                 | Jack Nicklaus                                            | 2,100                                 |
| 1966                                                | 6–9 tháng 7                           | Jack Nicklaus                         | Hoa Kỳ                                | Muirfield                             | 282 (−2)                              | 1 gậy                                 | Doug Sanders Dave Thomas                                 | 2,100                                 |
| 1965                                                | 7–9 tháng 7                           | Peter Thomson (5)                     | Úc                                    | Royal Birkdale                        | 285 (−3)                              | 2 gậy                                 | Brian Huggett Christy O'Connor Snr                       | 1.750                                 |
| 1964                                                | 8–10 tháng 7                          | Tony Lema                             | Hoa Kỳ                                | St Andrews                            | 279 (−9)                              | 5 gậy                                 | Jack Nicklaus                                            | 1.500                                 |
| 1963                                                | 10–13 tháng 7                         | Bob Charles                           | New Zealand                           | Royal Lytham & St Annes               | 277 (−3)                              | Playoff                               | Phil Rodgers                                             | 1.500                                 |
| 1962                                                | 11–13 tháng 7                         | Arnold Palmer (2)                     | Hoa Kỳ                                | Troon                                 | 276 (−12)                             | 6 gậy                                 | Kel Nagle                                                | 1.400                                 |
| 1961                                                | 12–15 tháng 7                         | Arnold Palmer                         | Hoa Kỳ                                | Royal Birkdale                        | 284 (−4)                              | 1 gậy                                 | Dai Rees                                                 | 1.400                                 |
| 1960                                                | 6–9 tháng 7                           | Kel Nagle                             | Úc                                    | St Andrews                            | 278 (−10)                             | 1 gậy                                 | Arnold Palmer                                            | 1.250                                 |
| 1959                                                | 1–3 tháng 7                           | Gary Player                           | Nam Phi                               | Muirfield                             | 284 (E)                               | 2 gậy                                 | Fred Bullock Flory Van Donck                             | 1.000                                 |
| 1958                                                | 2–5 tháng 7                           | Peter Thomson (4)                     | Úc                                    | Royal Lytham & St Annes               | 278 (−6)                              | Playoff                               | Dave Thomas                                              | 1.000                                 |
| 1957                                                | 3–5 tháng 7                           | Bobby Locke (4)                       | Nam Phi                               | St Andrews                            | 279 (−9)                              | 3 gậy                                 | Peter Thomson                                            | 1.000                                 |
| 1956                                                | 4–6 tháng 7                           | Peter Thomson (3)                     | Úc                                    | Royal Liverpool                       | 286 (+2)                              | 3 gậy                                 | Flory Van Donck                                          | 1.000                                 |
| 1955                                                | 6–8 tháng 7                           | Peter Thomson (2)                     | Úc                                    | St Andrews                            | 281 (−7)                              | 2 gậy                                 | John Fallon                                              | 1.000                                 |
| 1954                                                | 7–9 tháng 7                           | Peter Thomson                         | Úc                                    | Royal Birkdale                        | 283 (−5)                              | 1 gậy                                 | Bobby Locke Dai Rees Syd Scott                           | 750                                   |
| 1953                                                | 8–10 tháng 7                          | Ben Hogan                             | Hoa Kỳ                                | Carnoustie                            | 282 (−6)                              | 4 gậy                                 | Antonio Cerdá Dai Rees Frank Stranahan (a) Peter Thomson | 500                                   |
| 1952                                                | 9–11 tháng 7                          | Bobby Locke (3)                       | Nam Phi                               | Royal Lytham & St Annes               | 287 (−1)                              | 1 gậy                                 | Peter Thomson                                            | 300                                   |
| 1951                                                | 4–6 tháng 7                           | Max Faulkner                          | Anh                                   | Royal Portrush                        | 285 (−3)                              | 2 gậy                                 | Antonio Cerdá                                            | 300                                   |
| 1950                                                | 5–7 tháng 7                           | Bobby Locke (2)                       | Nam Phi                               | Troon                                 | 279 (−9)                              | 2 gậy                                 | Roberto de Vicenzo                                       | 300                                   |
| 1949                                                | 6–9 tháng 7                           | Bobby Locke                           | Nam Phi                               | Royal St George's                     | 283 (−5)                              | Playoff                               | Harry Bradshaw                                           | 300                                   |
| 1948                                                | 30 tháng 6 – 2 tháng 7                | Henry Cotton (3)                      | Anh                                   | Muirfield                             | 284 (E)                               | 5 gậy                                 | Fred Daly                                                | 150                                   |
| 1947                                                | 2–4 tháng 7                           | Fred Daly                             | Bắc Ireland                           | Royal Liverpool                       | 293 (+5)                              | 1 gậy                                 | Reg Horne Frank Stranahan (a)                            | 150                                   |
| 1946                                                | 3–5 tháng 7                           | Sam Snead                             | Hoa Kỳ                                | St Andrews                            | 290 (+2)                              | 4 gậy                                 | Johnny Bulla Bobby Locke                                 | 150                                   |
| 1940–45: Gián đoạn do Chiến tranh thế giới thứ hai  |                                       |                                       |                                       |                                       |                                       |                                       |                                                          |                                       |
| 1939                                                | 5–7 tháng 7                           | Dick Burton                           | Anh                                   | St Andrews                            | 290 (−2)                              | 2 gậy                                 | Johnny Bulla                                             | 100                                   |
| 1938                                                | 6–8 tháng 7                           | Reg Whitcombe                         | Anh                                   | Royal St George's                     | 295 (+15)                             | 2 gậy                                 | Jimmy Adams                                              | 100                                   |
| 1937                                                | 7–9 tháng 7                           | Henry Cotton (2)                      | Anh                                   | Carnoustie                            | 290                                   | 2 gậy                                 | Reg Whitcombe                                            | 100                                   |
| 1936                                                | 25–27 tháng 6                         | Alf Padgham                           | Anh                                   | Royal Liverpool                       | 287                                   | 1 gậy                                 | Jimmy Adams                                              | 100                                   |
| 1935                                                | 26–28 tháng 6                         | Alf Perry                             | Anh                                   | Muirfield                             | 283                                   | 4 gậy                                 | Alf Padgham                                              | 100                                   |
| 1934                                                | 27–29 tháng 6                         | Henry Cotton                          | Anh                                   | Royal St George's                     | 283                                   | 5 gậy                                 | Sid Brews                                                | 100                                   |
| 1933                                                | 5–8 tháng 7                           | Denny Shute                           | Hoa Kỳ                                | St Andrews                            | 292                                   | Playoff                               | Craig Wood                                               | 100                                   |
| 1932                                                | 8–10 tháng 6                          | Gene Sarazen                          | Hoa Kỳ                                | Prince's                              | 283                                   | 5 gậy                                 | Macdonald Smith                                          | 100                                   |
| 1931                                                | 3–5 tháng 6                           | Tommy Armour                          | Hoa Kỳ                                | Carnoustie                            | 296                                   | 1 gậy                                 | José Jurado                                              | 100                                   |
| 1930                                                | 18–20 tháng 6                         | Bobby Jones (a) (3)                   | Hoa Kỳ                                | Royal Liverpool                       | 291                                   | 2 gậy                                 | Leo Diegel Macdonald Smith                               | 100                                   |
| 1929                                                | 8–10 May                              | Walter Hagen (4)                      | Hoa Kỳ                                | Muirfield                             | 292                                   | 6 gậy                                 | Johnny Farrell                                           | 75                                    |
| 1928                                                | 9–11 May                              | Walter Hagen (3)                      | Hoa Kỳ                                | Royal St George's                     | 292                                   | 2 gậy                                 | Gene Sarazen                                             | 75                                    |
| 1927                                                | 13–15 tháng 7                         | Bobby Jones (a) (2)                   | Hoa Kỳ                                | St Andrews                            | 285                                   | 6 gậy                                 | Aubrey Boomer Fred Robson                                | 75                                    |
| 1926                                                | 23–25 tháng 6                         | Bobby Jones (a)                       | Hoa Kỳ                                | Royal Lytham & St Annes               | 291                                   | 2 gậy                                 | Al Watrous                                               | 75                                    |
| 1925                                                | 25–26 tháng 6                         | Jim Barnes                            | Hoa Kỳ                                | Prestwick                             | 300                                   | 1 gậy                                 | Archie Compston Ted Ray                                  | 75                                    |
| 1924                                                | 26–27 tháng 6                         | Walter Hagen (2)                      | Hoa Kỳ                                | Royal Liverpool                       | 301                                   | 1 gậy                                 | Ernest Whitcombe                                         | 75                                    |
| 1923                                                | 14–15 tháng 6                         | Arthur Havers                         | Anh                                   | Troon                                 | 295                                   | 1 gậy                                 | Walter Hagen                                             | 75                                    |
| 1922                                                | 22–23 tháng 6                         | Walter Hagen                          | Hoa Kỳ                                | Royal St George's                     | 300                                   | 1 gậy                                 | Jim Barnes George Duncan                                 | 75                                    |
| 1921                                                | 23–25 tháng 6                         | Jock Hutchison                        | Hoa Kỳ                                | St Andrews                            | 296                                   | Playoff                               | Roger Wethered (a)                                       | 75                                    |
| 1920                                                | 30 tháng 6 – 1 tháng 7                | George Duncan                         | Scotland                              | Royal Cinque Ports                    | 303                                   | 2 gậy                                 | Sandy Herd                                               | 75                                    |
| 1915–19: Gián đoạn do Chiến tranh thế giới thứ nhất |                                       |                                       |                                       |                                       |                                       |                                       |                                                          |                                       |
| 1914                                                | 18–19 tháng 6                         | Harry Vardon (6)                      | Jersey                                | Prestwick                             | 306                                   | 3 gậy                                 | J.H. Taylor                                              | 50                                    |
| 1913                                                | 23–24 tháng 6                         | J.H. Taylor (5)                       | Anh                                   | Royal Liverpool                       | 304                                   | 8 gậy                                 | Ted Ray                                                  | 50                                    |
| 1912                                                | 24–25 tháng 6                         | Ted Ray                               | Jersey                                | Muirfield                             | 295                                   | 4 gậy                                 | Harry Vardon                                             | 50                                    |
| 1911                                                | 26–30 tháng 6                         | Harry Vardon (5)                      | Jersey                                | Royal St George's                     | 303                                   | Playoff                               | Arnaud Massy                                             | 50                                    |
| 1910                                                | 21–24 tháng 6                         | James Braid (5)                       | Scotland                              | St Andrews                            | 299                                   | 4 gậy                                 | Sandy Herd                                               | 50                                    |
| 1909                                                | 10–11 tháng 6                         | J.H. Taylor (4)                       | Anh                                   | Royal Cinque Ports                    | 291                                   | 6 gậy                                 | Tom Ball James Braid                                     | 50                                    |
| 1908                                                | 18–19 tháng 6                         | James Braid (4)                       | Scotland                              | Prestwick                             | 291                                   | 8 gậy                                 | Tom Ball                                                 | 50                                    |
| 1907                                                | 20–21 tháng 6                         | Arnaud Massy                          | Pháp                                  | Royal Liverpool                       | 312                                   | 2 gậy                                 | J.H. Taylor                                              | 50                                    |
| 1906                                                | 13–15 tháng 6                         | James Braid (3)                       | Scotland                              | Muirfield                             | 300                                   | 4 gậy                                 | J.H. Taylor                                              | 50                                    |
| 1905                                                | 7–9 tháng 6                           | James Braid (2)                       | Scotland                              | St Andrews                            | 318                                   | 5 gậy                                 | Rowland Jones J.H. Taylor                                | 50                                    |
| 1904                                                | 8–10 tháng 6                          | Jack White                            | Scotland                              | Royal St George's                     | 296                                   | 1 gậy                                 | James Braid J.H. Taylor                                  | 50                                    |
| 1903                                                | 10–11 tháng 6                         | Harry Vardon (4)                      | Jersey                                | Prestwick                             | 300                                   | 6 gậy                                 | Tom Vardon                                               | 50                                    |
| 1902                                                | 4–5 tháng 6                           | Sandy Herd                            | Scotland                              | Royal Liverpool                       | 307                                   | 1 gậy                                 | James Braid Harry Vardon                                 | 50                                    |
| 1901                                                | 5–6 tháng 6                           | James Braid                           | Scotland                              | Muirfield                             | 309                                   | 3 gậy                                 | Harry Vardon                                             | 50                                    |
| 1900                                                | 6–7 tháng 6                           | J.H. Taylor (3)                       | Anh                                   | St Andrews                            | 309                                   | 8 gậy                                 | Harry Vardon                                             | 50                                    |
| 1899                                                | 7–8 tháng 6                           | Harry Vardon (3)                      | Jersey                                | St George's                           | 310                                   | 5 gậy                                 | Jack White                                               | 30                                    |
| 1898                                                | 8–9 tháng 6                           | Harry Vardon (2)                      | Jersey                                | Prestwick                             | 307                                   | 1 gậy                                 | Willie Park Jr.                                          | 30                                    |
| 1897                                                | 19–20 tháng 5                         | Harold Hilton (a) (2)                 | Anh                                   | Royal Liverpool                       | 314                                   | 1 gậy                                 | James Braid                                              | 30                                    |
| 1896                                                | 10–11.13 tháng 6                      | Harry Vardon                          | Jersey                                | Muirfield                             | 316                                   | Playoff                               | J.H. Taylor                                              | 30                                    |
| 1895                                                | 12–13 tháng 6                         | J.H. Taylor (2)                       | Anh                                   | St Andrews                            | 322                                   | 4 gậy                                 | Sandy Herd                                               | 30                                    |
| 1894                                                | 11–12 tháng 6                         | J.H. Taylor                           | Anh                                   | St George's                           | 326                                   | 5 gậy                                 | Douglas Rolland                                          | 30                                    |
| 1893                                                | 31 tháng 8 – 1 tháng 9                | William Auchterlonie                  | Scotland                              | Prestwick                             | 322                                   | 2 gậy                                 | Johnny Laidlay (a)                                       | 30                                    |
| 1892                                                | 22–23 tháng 9                         | Harold Hilton (a)                     | Anh                                   | Muirfield                             | 305                                   | 3 gậy                                 | John Ball (a) Sandy Herd Hugh Kirkaldy                   | 35                                    |
| 1891                                                | 6–7 tháng 10                          | Hugh Kirkaldy                         | Scotland                              | St Andrews                            | 166                                   | 2 gậy                                 | Willie Fernie Andrew Kirkaldy                            | 10                                    |
| 1890                                                | 11 tháng 9                            | John Ball (a)                         | Anh                                   | Prestwick                             | 164                                   | 3 gậy                                 | Willie Fernie Archie Simpson                             | 13                                    |
| 1889                                                | 8, 11 tháng 11                        | Willie Park Jr. (2)                   | Scotland                              | Musselburgh                           | 155                                   | Playoff                               | Andrew Kirkaldy                                          | 8                                     |
| 1888                                                | 6, 8 tháng 10                         | Jack Burns                            | Scotland                              | St Andrews                            | 171                                   | 1 gậy                                 | David Anderson Jr. Ben Sayers                            | 8                                     |
| 1887                                                | 16 tháng 9                            | Willie Park Jr.                       | Scotland                              | Prestwick                             | 161                                   | 1 gậy                                 | Bob Martin                                               | 8                                     |
| 1886                                                | 5 tháng 11                            | David Brown                           | Scotland                              | Musselburgh                           | 157                                   | 2 gậy                                 | Willie Campbell                                          | 8                                     |
| 1885                                                | 3 tháng 10                            | Bob Martin (2)                        | Scotland                              | St Andrews                            | 171                                   | 1 gậy                                 | Archie Simpson                                           | 10                                    |
| 1884                                                | 3 tháng 10                            | Jack Simpson                          | Scotland                              | Prestwick                             | 160                                   | 4 gậy                                 | Willie Fernie Douglas Rolland                            | 8                                     |
| 1883                                                | 16–17 tháng 11                        | Willie Fernie                         | Scotland                              | Musselburgh                           | 159                                   | Playoff                               | Bob Ferguson                                             | 8                                     |
| 1882                                                | 30 tháng 9                            | Bob Ferguson (3)                      | Scotland                              | St Andrews                            | 171                                   | 3 gậy                                 | Willie Fernie                                            | 12                                    |
| 1881                                                | 14 tháng 10                           | Bob Ferguson (2)                      | Scotland                              | Prestwick                             | 170                                   | 3 gậy                                 | Jamie Anderson                                           | 8                                     |
| 1880                                                | 9 tháng 4                             | Bob Ferguson                          | Scotland                              | Musselburgh                           | 162                                   | 5 gậy                                 | Peter Paxton                                             | 8                                     |
| 1879                                                | 27,29 tháng 9                         | Jamie Anderson (3)                    | Scotland                              | St Andrews                            | 169                                   | 3 gậy                                 | Jamie Allan Andrew Kirkaldy                              | 10                                    |
| 1878                                                | 4 tháng 10                            | Jamie Anderson (2)                    | Scotland                              | Prestwick                             | 157                                   | 2 gậy                                 | Bob Kirk                                                 | 8                                     |
| 1877                                                | 6 tháng 4                             | Jamie Anderson                        | Scotland                              | Musselburgh                           | 160                                   | 2 gậy                                 | Bob Pringle                                              | 8                                     |
| 1876                                                | 30 tháng 9, 2 tháng 10                | Bob Martin                            | Scotland                              | St Andrews                            | 176                                   | Playoff                               | Davie Strath                                             | 10                                    |
| 1875                                                | 10 tháng 9                            | Willie Park Sr. (4)                   | Scotland                              | Prestwick                             | 166                                   | 2 gậy                                 | Bob Martin                                               | 8                                     |
| 1874                                                | 10 tháng 4                            | Mungo Park                            | Scotland                              | Musselburgh                           | 159                                   | 2 gậy                                 | Tom Morris Jr.                                           | 8                                     |
| 1873                                                | 4 tháng 10                            | Tom Kidd                              | Scotland                              | St Andrews                            | 179                                   | 1 gậy                                 | Jamie Anderson                                           | 11                                    |
| 1872                                                | 13 tháng 9                            | Tom Morris Jr. (4)                    | Scotland                              | Prestwick                             | 166                                   | 3 gậy                                 | Davie Strath                                             | 8                                     |
| 1871                                                | Không tổ chức vì không có giải thưởng | Không tổ chức vì không có giải thưởng | Không tổ chức vì không có giải thưởng | Không tổ chức vì không có giải thưởng | Không tổ chức vì không có giải thưởng | Không tổ chức vì không có giải thưởng | Không tổ chức vì không có giải thưởng                    | Không tổ chức vì không có giải thưởng |
| 1870                                                | 15 tháng 9                            | Tom Morris Jr. (3)                    | Scotland                              | Prestwick                             | 149                                   | 12 gậy                                | Bob Kirk Davie Strath                                    | 6                                     |
| 1869                                                | 16 tháng 9                            | Tom Morris Jr. (2)                    | Scotland                              | Prestwick                             | 157                                   | 11 gậy                                | Bob Kirk                                                 | 6                                     |
| 1868                                                | 23 tháng 9                            | Tom Morris Jr.                        | Scotland                              | Prestwick                             | 154                                   | 3 gậy                                 | Tom Morris Sr.                                           | 6                                     |
| 1867                                                | 26 tháng 9                            | Tom Morris Sr. (4)                    | Scotland                              | Prestwick                             | 170                                   | 2 gậy                                 | Willie Park Sr.                                          | 7                                     |
| 1866                                                | 13 tháng 9                            | Willie Park Sr. (3)                   | Scotland                              | Prestwick                             | 169                                   | 2 gậy                                 | Davie Park                                               | 6                                     |
| 1865                                                | 14 tháng 9                            | Andrew Strath                         | Scotland                              | Prestwick                             | 162                                   | 2 gậy                                 | Willie Park Sr.                                          | 8                                     |
| 1864                                                | 16 tháng 9                            | Tom Morris Sr. (3)                    | Scotland                              | Prestwick                             | 167                                   | 2 gậy                                 | Andrew Strath                                            | 6                                     |
| 1863                                                | 18 tháng 9                            | Willie Park Sr. (2)                   | Scotland                              | Prestwick                             | 168                                   | 2 gậy                                 | Tom Morris Sr.                                           | -                                     |
| 1862                                                | 11 tháng 9                            | Tom Morris Sr. (2)                    | Scotland                              | Prestwick                             | 163                                   | 13 gậy                                | Willie Park Sr.                                          | -                                     |
| 1861                                                | 26 tháng 9                            | Tom Morris Sr.                        | Scotland                              | Prestwick                             | 163                                   | 4 gậy                                 | Willie Park Sr.                                          | -                                     |
| 1860                                                | 17 tháng 10                           | Willie Park Sr.                       | Scotland                              | Prestwick                             | 174                                   | 2 gậy                                 | Tom Morris Sr.                                           | -                                     |

(a) nghĩa là nghiệp dư

Cột "Ngày" là những ngày cuộc chơi diễn ra hoặc dự kiến diễn ra, tính cả playoff